# 아리아 (2014년 영화)
《아리아》(이탈리아어: Incompresa)는 2014년 공개된 이탈리아의 영화이다.

## 출연

### 주연
- 샤를로뜨 갱스부르
- 지울리아 살레르노
- 가브리엘 가코

### 조연
- 안나 루 카스톨디
- 맥스 가제
- 지안마르코 토나치

## 기타
- 조감독: 키아라 디 기오르기
- 미술: 유지니아 F. 디 나폴리
- 분장-헤어: 마시모 드 펠레그리노
- 의상: 니콜레타 에콜
- 프로덕션매니저: 마르타 라자노